# Culiseta
Culiseta is een muggengeslacht uit de familie van de steekmuggen (Culicidae).

## Soorten
- C. alaskaensis (Ludlow, 1906)
- C. amurensis Maslov, 1964
- C. annulata

Grote steekmug (Schrank, 1776)
- C. antipodea Dobrotworsky, 1962
- C. arenivaga Marks, 1968
- C. atlantica (Edwards, 1932)
- C. atra (Lee, 1944)
- C. bergrothi (Edwards, 1921)
- C. drummondi (Dobrotworsky, 1960)
- C. fraseri (Edwards, 1914)
- C. frenchii (Theobald, 1901)
- C. fumipennis (Stephens, 1825)
- C. glaphyroptera (Schiner, 1864)
- C. hilli (Edwards, 1926)
- C. impatiens (Walker, 1848)
- C. incidens (Thomson, 1869)
- C. inconspicua (Lee, 1937)
- C. inornata (Williston, 1893)
- C. litorea (Shute, 1928)
- C. littleri (Taylor, 1914)
- C. longiareolata (Macquart, 1838)
- C. marchettei Garcia, Jeffery & Rudnick, 1969
- C. megaloba Luh, Chao & Heu, 1974
- C. melanura (Coquillett, 1902)

- C. melanurus (Coquillett, 1902)
- C. minnesotae Barr, 1957
- C. morsitans (Theobald, 1901)
- C. nipponica LaCasse & Yamaguti, 1950
- C. niveitaeniata (Theobald, 1907)
- C. novaezealandiae Pillai, 1966
- C. ochroptera (Peus, 1935)
- C. otwayensis (Dobrotworsky, 1960)
- C. particeps (Adams, 1903)
- C. silvestris Shingarev, 1928
- C. subochrea (Edwards, 1921)
- C. sylvanensis (Dobrotworsky, 1960)
- C. tonnoiri (Edwards, 1925)
- C. victoriensis (Dobrotworsky, 1954)
- C. weindorferi (Edwards, 1926)